# Mikulin M-17

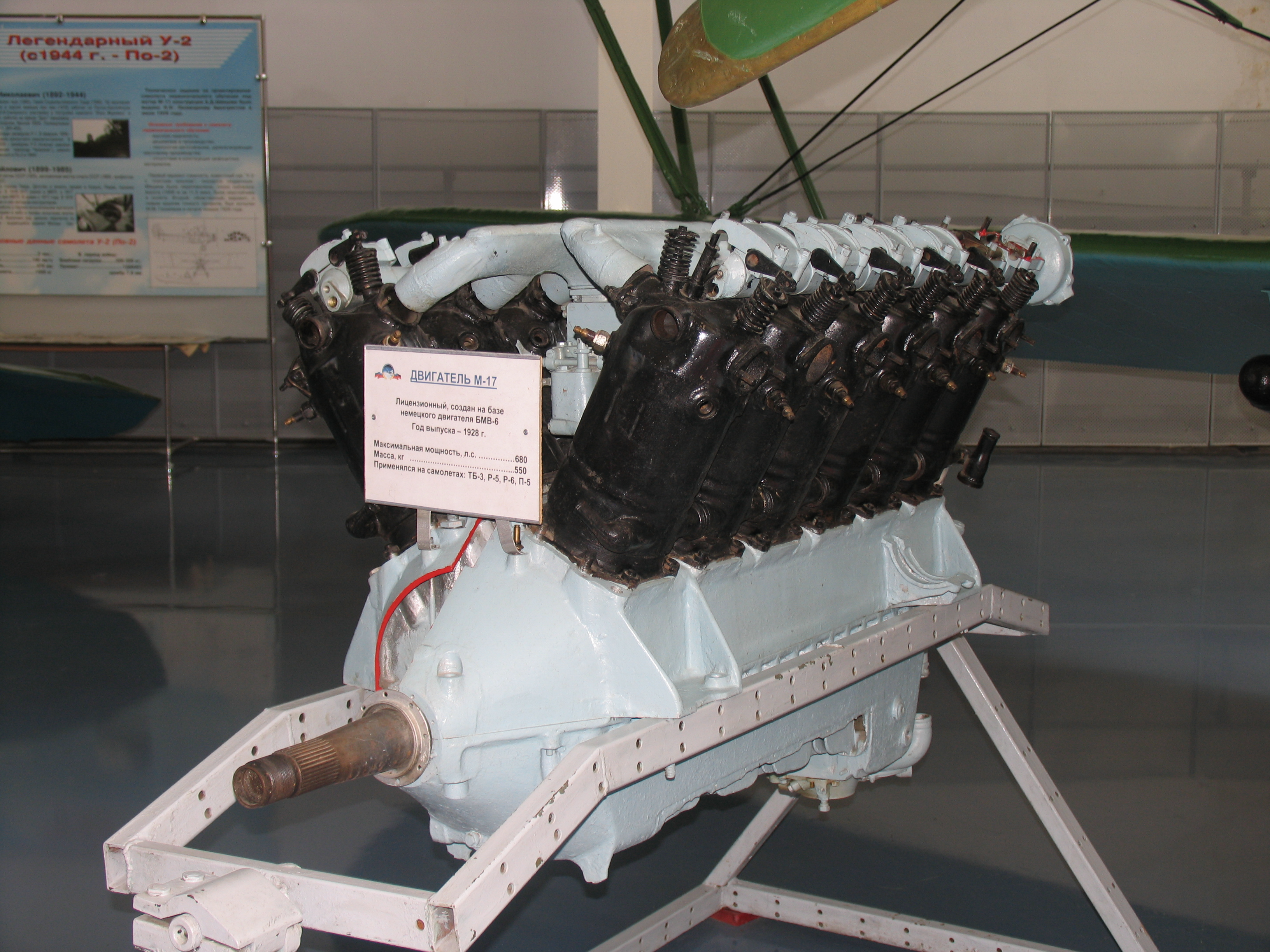
O motor Mikulin M-17.

O Mikulin M-17, foi um motor para aviões soviético. Ele era uma cópia do motor BMW VI alemão, um V12 refrigerado a água, produzido sob licença.
Esse modelo foi desenvolvido e modificado por Alexander Mikulin, e utilizado pela União Soviética durante a Segunda Guerra Mundial. Sua produção se estendeu de 1930 a 1942, período em que foram produzidos mais de 27.000 deles, sendo 19.000 usados em aviões e o restante em tanques.
No início da produção, os soviéticos contrataram vários trabalhadores alemães especializados que simpatizavam com o comunismo para trabalhar na fábrica No. 26 em Rybinsk.

## Modelos
Estes foram os modelos produzidos em escala:
- M-17
- M-17B
- M-17F
- M-17T
- M-17L

## Utilização
Aviões
- Beriev MBR-2
- Laville PS-89
- Polikarpov I-3
- Polikarpov R-5
- Tupolev PS-9
- Tupolev R-6
- Tupolev R-7
- Tupolev TB-1
- Tupolev TB-3

Tanques
- BT-7
- T-28
- T-35